# Norrfors
Norrfors is een plaats in de gemeente Nordmaling in het landschap Ångermanland en de provincie Västerbottens län in Zweden. De plaats heeft 105 inwoners (2005) en een oppervlakte van 25 hectare. De rivier de Lögdeälven stroomt door de plaats. De plaats ligt aan de spoorweg Stambanan genom övre Norrland en heeft een station aan deze spoorlijn. De kerk Norrfors kyrka in de plaats is gebouwd in 1923.